# Simbolika polmeseca
Simbolika polmeseca
Tako imenovana Luna (po Zemljinem naravnem satelitu), polmesec, lunin krajec, tudi vzhajajoč ali zahajajoč mesec, je znamenje rodovitnosti ali obilja, v povezavi z življenjem in smrtjo, in tako pogosto rabljen simbol pri mnogih verstvih. Konkretneje ponazarja menjajoče se letne čase, upadanje in naraščanje (z poplavljanjem, ki je znanilec rodovitnosti) in tudi ženski menstrualni cikel. Polmesec je bil atribut Lune in še bolj značilno Selene. Kasneje je bil prenesen k Diani (Artemidi), potomki matere zemlje, in znane ne le kot device, temveč tudi zaščitnice vsega novorojenega in simbol rodovitnosti. V Svetem pismu se luna uporablja za poudarjanje nebesnih znamenj, božanskih dojemljivosti in kratkotrajnosti človeškega življenja in zgodovine (prim. Izaija 30,26;60,19; Razodetje 21,23). Cerkveni očetje so v simboliki meseca (mysterium lunae) videli tri faze le-tega: umiranje (zahajanje), spočetje (vzhajanje) in rojstvo (polna luna), kar je tudi uveljavljena prispodoba Cerkve. Cerkev je deviška in umrljiva v srečanju z Kristusom, ženinom; je materinska in rojevajoča v zakonski zvezi z Udkupiteljem in bleščeča v obstoju polnem milosti.
Janez Krstnik je včasih povezan z zahajajočim mesecem (krstilnica Östra Hoby, Švedska, 12. stoletje) kot izraz njegove vloge zadnjega preroka Stare zaveze ter hkrati starozavezne obljube. Luna je tu kot nasprotje soncu, simbolu popolnosti, z drugo besedo Novi zavezi ali bolj specifično Jezusu Kristusu, ki je sol invictus (nepremagljivo sonce). Isto nasprotje je uporabljeno za oznako razmerja cerkve do sinagoge. Kasneje je poistoveten z zahajajočo luno.
Marija je kot nosilka Boga poosebljena Cerkev. Stoječa na zahajajočem mesecu ponazarja dve iznajdbi cerkve: Staro zavezo in sinagogo (shodnico). Ni dvoma, da gre tu pravtako za idejo zmage cerkve nad sinagogo. Motiv meseca je zelo star (okoli 820, MS 99 Pariz, Valenciennes) in sprva ni bil uporabljen kot atribut Marije, ampak Cerkve. Šele v 14. do 15. stoletju so na Marijo prenesli atribute, ki so bili do tedaj značilni za Cerkev. Graduale von St. Katharinenthal, liturgična knjiga iz Švice iz leta 1312, prikaže podobo prenosa atributov, pri čemer isti ženski lik vsebuje oziroma nosi atribute Cerkve, Marije in Apokaliptične žene. Podoba stoji na poosebljenem polmesecu. Dejstvo je, da so vidni elementi, polmesec, zvezde, sonce, prevzeti iz Razodetja (12,1). Zgodnje upodobitve Cerkve (10. - 12. stoletje) prikazujejo le-to kot apokaliptično ženo z zmajem. Motiv apokaliptične žene je v več različicah pridan Mariji.
Obstajajo različne Marijine skulpture, začenši okoli 1348. leta, imenovane Madona, ki stoji na vzhajajočem mesecu (Mondsichel-Madonna), kjer se namig na apokaliptično ženo v veliki meri razlikuje od uporabe simbola mesea (npr. lesena skulptura, Trier, 1480). Včasih je kot nasprotje  - pri upodobitvi platitere - soncu, rojenem iz Marije, in človeškem rodu, ki potrebuje odrešitev (mesec) (Katharinenthal, 1312). Vzhajajoči mesec se upodablja za predstavitev Marijinega čudežnega spočetja in rojstva (Joahim in Ana na Zlatih vratih, da Camerino, Tadino, okoli 1470). Pravtako se pojavlja pod Marijinimi stopali na slikah vnebovzetja (Meister of the Luzien-Legende, 1485), predstavlja pa njeno slavo in zmago nad prostorom in časom. Najpomembnejša uporaba simbola meseca je na upodobitvah brezmadežnega spočetja. Jasen pomen zmage nad grehom je obogaten z idejama lepote in čistosti (pulchra ut luna, Loretske litanije) (za primer glej Francesco Vanni, Oltar brezmadežnega spočetja, Montalcino, 1588). V času baroka lahko zasledimo pogoste kombinacije motiva brezmadežne z motivom Naše zmagovite Gospe. Na nekaterih tovrstnih slikah ali skulpturah stoji Marija na svetu, združenim z mesecem.